# NGC 2441
NGC 2441 ist eine Balken-Spiralgalaxie im Sternbild Giraffe am Nordsternhimmel. Sie ist schätzungsweise 160 Millionen Lichtjahre von der Milchstraße entfernt und hat einen Durchmesser von etwa 90.000 Lichtjahren.
Die Typ-Ia-Supernova SN 1995E wurde hier beobachtet.
Das Objekt wurde am 8. August 1882 vom Astronomen Ernst Wilhelm Leberecht Tempel mit einem 24-cm-Teleskop entdeckt.